# Gjøa-ekspeditionen
Gjøa-ekspeditionen fra 1903 til 1906 var under ledelse af nordmanden, kaptajn Roald Amundsen, og foregik med fangstjagten "Gjøa", planen det var at udforske den magnetiske nordpol og sejle rundt nord om Amerikas fastland: Nordvestpassagen. Som næstkommanderende deltog premierløjtnant i den danske marine Godfred Hansen.
Gjøa-ekspeditionen forlod Godhavn 31. juli 1903, sejlede over Melvillebugten og Baffinbugten, gennem Lancaster Sund og ankom 22. august uden ishindring til Beechey Øen. Herfra gik "Gjøa" syd på gennem Peel Sund og i en åben rende langs Boothia vestkyst, passerede 30. august det sted, hvor James Clark Ross 1831 havde fundet den magnetiske nordpol, og ankom 12. september til Gjøa Havn på Kong William Ø, 68° 37’ nordlig bredde og 95° 45’ vestlig længde. Skibet blev liggende til ankers her til 28. juli 1905. Man rejste observatorier i land, og 2. november 1903 påbegyndtes magnetiske og meteorologiske observationer med mere, der anstilledes uafbrudt til 1. juni 1905. Amundsen foretog 1904 meget besværlige slædeture til den magnetiske pol og G. Hansen foretog i foråret 1905 en slædeekspedition til østkysten af Victoria Island, som han opmålte til 72 10’ nordlig bredde, og som kaldtes Kong Haakon VII’s Kyst. På denne rejse opdagede og kortlagde han en stor øgruppe, som fyldte havet mellem Kong William Land og Victoria Island. Fangsten var god, og man stiftede bekendtskab med flere hidtil lidet kendte eskimo-stammer, der besøgte skibet, særlig Netchilli-Eskimoerne.
28. juli 1905 forlod "Gjøa" havnen, og 14. august lykkedes det at komme til åbent vand, stod gennem Simpson Stræde og ankom 17. august til Kap Colborn, det østligste punkt, hvortil Collin son havde nået med sit skib, og hvor han overvintrede 1852—53. Farten fortsattes gennem Dease Stræde og Dolphin og Union Stræde, der var isfri. 26. august mødtes syd for Nelson Head på Baring Land det første vest fra kommende skib, og 30. august passeredes Kap Bathurst. På grund af nordvest-storm og isen tæt på land blev "Gjøa" tvunget til atter at overvintre mellem Mackenzie flodens munding og Herschel Ø og lå indestængt af isen fra 2. september 1905 til 11. juli 1906 ved King Point (69° 10’ nordlig bredde og 137° 45’ vestlig længde). Her døde maskinist og magnetisk observator Gustav Wiik. 16. august 1906 passeredes Point Barrow, og 30.—31. august gik "Gjøa" gennem Beringstrædet. Begge ekspeditionens hovedopgaver løstes fuldstændig.